# Sorry We're Closed
Sorry We're Closed (« Désolé nous sommes fermés ») est un jeu vidéo de genre survival horror développé par à la mode games et publié par Akupara Games (en), sorti en 2024 sur Windows et en 2025 sur PlayStation 4, PlayStation 5, Xbox One, Xbox Series X/S et Nintendo Switch.

## Gameplay
Sorry We're Closed est un jeu d'horreur de survie en solo à fins multiples. Le point de vue passe d'une caméra fixe à la troisième personne lorsque Michelle, le personnage joueur, se déplace à une vue immobile à la première personne lorsqu'elle utilise une arme.
Michelle est dotée d'un troisième œil qu'elle peut ouvrir ou fermer à volonté. Celui-ci permet au joueur de voir dans le monde des démons depuis la réalité, ou réciproquement, sur une courte portée. Le gameplay s'articule autour de cette capacité pour le combat ou la résolution d'énigme.
Le jeu est chapitré en nuits, se divisant en trois phases de jeu distinctes. Au début de chacunes d'elles, le joueur peut explorer la ville, interagir avec les personnages non-joueurs et choisir de les aider ou non. Vient ensuite un donjon où l'on affronte des démons et résout des énigmes. Celui-ci se conclut sur un combat de boss. Le donjon fini, on retourne dans la ville pour conclure les quêtes, augmenter les caractéristiques de son personnage et achever le chapitre.
Le combat, en temps réel, demande au joueur d'alterner entre du tir à la première personne immobile et du mouvement à la troisième. Michelle a à sa disposition quatre armes : une hache, un pistolet, un fusil de chasse et le Heartbreaker, fusil angélique permetant de tuer les démons en un coup. Lorsque le troisième œil est ouvert, les démons révèlent entre un et cinq cœurs, points faibles, qui, s'ils sont tous détruits, achèvent l'ennemi.

## Développement
Sorry We're Closed est le premier titre d'à la mode games, un studio de développement indépendant basé à Bournemouth composé de C. Bedford, directeur créatif, et Tom Bedford, directeur technique. Son développement a commencé comme un projet parallèle pendant la pandémie de COVID-19 en novembre 2020. Et c'est fin 2022 que ses développeurs purent s'y consacrer à temps plein. Le 20 octobre 2023 une première bande-annonce du jeu fut publiée. Sorry We're Closed a ensuite été exposé au PAX East en mars 2024, suivi d'une démo sortie en juin 2024 lors du Steam Next Fest. Finalement, le jeu est sorti aux dates annoncées, le 14 novembre 2024 sur PC et le 6 mars 2025 sur consoles.